# Église Saint-Martin de Tannay
L'église Saint-Martin est une église fortifiée du XVIe siècle située à Tannay, en France.

## Description
L'église de Tannay est une église fortifiée à l'architecture atypique. Les murs épais, les contreforts, la tour-porche carrée de 35 m de haut servant de clocher et de point de surveillance, les tourelles en encorbellement et les meurtrières sont caractéristiques de l'époque de sa construction, où les églises pouvaient servir de lieu de refuge. Les dimensions de l'ensemble, de 35 m sur 25, renforce le caractère massif et défensif de la construction. La nef est de deux travées, le transept fait une faible saillie, l'abside est peu profonde. les faîtes des toits au-dessus des travées, perpendiculaire à la nef, peuvent donner l'impression que l'église à trois nefs. À noter également les gargouilles et les têtes humaines. L'ensemble est construit en pierre jaune de Dom-le-Mesnil
Le portail est de style gothique flamboyant, avec un dais central,deux pilastres l’encadrant et une rosace à 6 lobes. On accède au clocher par une tourelle située au sud et accolée à l’un des contreforts du portail,.
A l’intérieur, l’ensemble est voûté sous croisée d’ogives, avec une élévation intéressante, donnant de l'élan et de la clarté. Les nervures se fondent dans des piliers cylindriques. Les vitraux, terminés en 1977, introduisent des couleurs  sur la pierre jaune. Il faut aussi remarquer les piscines et retables d’autel, et les 3 pierres tombales avec des épitaphes.  Mais également, une Vierge à l'Enfant du XIVe siècle, 2 statues de moines, en bois, du XVe siècle et une statue de Saint-Martin du XVIIIe siècle. La cloche a été sauvée en 1940 en étant cachée dans la maison qui hébergeait le maître de culture allemand.

## Localisation
L'église est située sur la commune de Tannay, dans le département français des Ardennes.

## Historique
Tannay a été longtemps rattaché à l’abbaye de Saint-Rémi de Reims. 
La précédente église a été détruite durant la guerre de Cent Ans. L’église actuelle est construite au XVIe siècle et a bénéficié de différentes restaurations, voire, après la Seconde Guerre mondiale, de reconstruction à l’identique à la suite des dégâts importants sur l’édifice.
Sur le mur occidental du bas-côté nord, une pierre de 0,51m x 0,35 m porte une ancienne inscription de l’an 977, sans doute la plus ancienne inscription du département : « L’an de l’Incarnation du Seigneur 977, cette église a été dédiée le trois des ides de mars, en l’honneur du bienheureux Rémi, par Adalbéron, archevêque de Reims. Certains auteurs ont pensé que cette pierre venait de l'église construite antérieurement au même lieu. Mais l’église de Tannay ayant toujours été dédiée à Saint-Martin, l’hypothèse privilégiée est que cette pierre provient de l’église de Pont-Bar, dédiée à saint Remi et détruite en 1359,.
L'édifice est classé au titre des monuments historiques en 1972.